# Bidhuna
Bidhuna là một thị xã và là một nagar panchayat của quận Auraiya thuộc bang Uttar Pradesh, Ấn Độ.

## Địa lý
Bidhuna có vị trí 26°49′B 79°31′Đ / 26,82°B 79,52°Đ Nó có độ cao trung bình là 133 mét (436 foot).

## Nhân khẩu
Theo điều tra dân số năm 2001 của Ấn Độ, Bidhuna có dân số 24.784 người. Phái nam chiếm 53% tổng số dân và phái nữ chiếm 47%. Bidhuna có tỷ lệ 74% biết đọc biết viết, cao hơn tỷ lệ trung bình toàn quốc là 59,5%: tỷ lệ cho phái nam là 78%, và tỷ lệ cho phái nữ là 68%. Tại Bidhuna, 15% dân số nhỏ hơn 6 tuổi.